# 安田新太郎
安田 新太郎（やすだ しんたろう、1946年12月23日 - ）は、日本の経営者。UFJ信託銀行社長を務めた。北海道出身。

## 経歴
1970年に早稲田大学第一商学部を卒業し、同年に東洋信託銀行に入行。
1998年に取締役に就任し、2000年6月に常務、2002年1月にUFJ信託銀行代表取締役兼常務、2002年5月に代表取締役兼専務を経て、2004年6月に社長に就任。2005年10月に三菱UFJ信託銀行副社長に就任。2008年6月には副会長に就任。